# 212587 Bartasiute
212587 Bartasiute este un asteroid din centura principală de asteroizi.

## Descriere
212587 Bartasiute este un asteroid din centura principală de asteroizi. A fost descoperit pe 23 septembrie 2006 la Moletai de Kazimieras Černis și Justas Zdanavičius. Asteroidul prezintă o orbită caracterizată de o semiaxă mare de 2,61 ua, o excentricitate de 0,17 și o înclinație de 7,2° în raport cu ecliptica.